# Огюст Керкгоффс
Огюст Керкгоффс (нід. Auguste Kerckhoffs; 19 січня 1835, Нют, Нідерланди — 9 серпня 1903, Париж, Франція) — великий нідерландський криптограф, лінгвіст, історик, математик. Автор фундаментальної праці «Військова криптографія» («La Cryptographie Militaire»), у якій він сформулював загальні вимоги до криптосистеми, а також затвердив криптоаналіз як єдино вірний спосіб випробування шифрів. Також є одним з найвідоміших творців і популяризаторів штучного мови Волапюк.

## Біографія
Жан Вільгельм Губерт Віктор Франсуа Олександр Огюст Керкгоффс фон Ниувенгоф (нід. Jean-Guillaume-Hubert-Victor-François-Alexandre-Auguste Kerckhoffs von Nieuwenhof) народився в 1835 році в нідерландському місті Нют, в провінції Лімбург, в заможній і одній із найбільш знатних сімей однойменного Фламандського герцогства. Закінчив церковну школу під Ахеном. Після закінчення семінарії Керхгоффс вирушив до Англії для вивчення англійської мови. Там він пробув півтора року, а потім переїхав до Франції, де вступив у Льежський університет.
Отримавши дві вчені ступеня, одну — в галузі літератури, іншу — в галузі науки, Керхгоффс протягом чотирьох років викладав сучасні мови у школах Голландії. 1863 року він очолив кафедру сучасних мов у вищій школі в Мелуні, великому місті на південний схід від Парижа. Протягом усіх цих років він активно займався різноманітною науковою діяльністю, яка відображає широту його зацікавлень. Він читав лекції з історії літератури, організував курси по вивченню англійської та італійської мов. Пізнання Керхоффа були настільки різнобічними, що у різні періоди життя він викладав латинську, німецьку та грецьку мови, історію і математику. У 1873 року Керхгоффс став французьким підданим. Починаючи з 1873 року Огюст протягом трьох років готує та захищає докторську дисертацію в Німеччині, одночасно служачи тьютором юного графа де Сано Мамеде (згодом секретаря португальського короля). Після захисту дисертації, протягом п'яти років, з 1876 по 1881 рік працює вчителем у сім'ї де Сано Мамеде. Починаючи з 1881 року, Керхгоффс десять років обіймав посаду професора німецької мови у Вищій комерційній школі та в Еколь Араго.
Серед праць Керхгоффса — фламандська граматика, англійська граматика, довідник німецьких прислів'їв, лінгвістичні, історико-філологічні роботи. Керхгоффф активно брав участь у громадському житті: він заснував Товариство сприяння освіті в Мелуні, представляв французьке археологічне товариство на міжнародному конгресі в Бонні, очолював Міжнародну академію Волап'юка і Французьку асоціацію пропаганди Волап'юка, був командиром католицького Ордену Христа.
Огюст Керхгоффс помер в 1903 році в Парижі, його прах покоїться на Монпарнаському кладовищі.

## Наукова діяльність

### Криптографія
Своє знайомство з криптографією Керхгоффс почав з вивчення телеграфних військово-польових шифрів. Він особливо підкреслював, що на відміну від листування старого часу, телеграф значно збільшив обсяги обміну інформацією. Це породжувало нові вимоги до шифрів. Він писав: 
|  | Необхідно бачити відмінність між системою шифрування, передбаченою для короткочасного обміну листами, між роз'єднаними людьми, і методом шифрування, призначеним для здійснення листування між військовими керівниками протягом необмеженого строку. |

«Військова криптографія» вперше була опублікована двома частинами в журнальному варіанті в січні і лютому 1883 р., а пізніше, в тому ж році, була перевидана у вигляді окремої брошури. Попри безсумнівну фундаментальність, праця була вкрай невеликою за обсягом — всього 64 сторінки. У своїй книзі Керхгоффс широко висвітлив питання, які постали перед криптографією в результаті виникнення нових умов. При цьому запропоновані ним рішення були розумними і добре обґрунтованими.
Другий із списку цих критеріїв широко відомий в криптографії як Принцип Керхгоффса. Сутність цього принципу полягає в тому, що чим менше секретів містить система, тим вище її безпека. Таким чином, якщо втрата будь-якого із секретів призведе до руйнування системи, то система з меншим числом секретів буде надійніша. Чим більше секретів містить система, тим більше вона ненадійна і потенційно вразлива. Чим менше секретів у системі — тим вище її міцність. Отже, принцип Керкгоффса спрямований на те, щоб зробити безпеку алгоритмів і протоколів незалежною від їх секретності; відкритість не повинна впливати на безпеку.

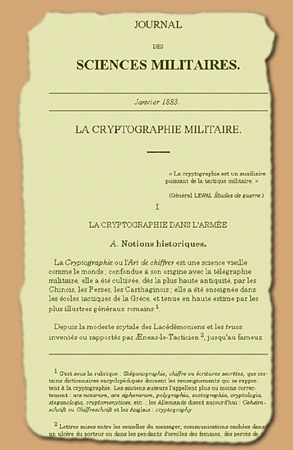
«La Cryptographie Militaire»

Його друге досягнення полягає в підтвердженні принципу, що складається в тому, що тільки дешифрувальники можуть зі знанням справи судити про надійність шифру. Зрозуміло, про це здогадувалися і до нього. Тому, в тому числі, криптоаналітик Россиньоль і створив досить стійкий номенклатор, а в XVII столітті в Англії складанням номенклаторів займалися суто дешифрувальники. Але після закриття «чорних кабінетів» про цей принцип всі забули. У всякому разі, даний критерій оцінки надійності номенклатора не застосовувався до складніших шифрів, які пропонувалися в XIX столітті. Їх винахідники, замість того, щоб винести свої шифри на суд криптоаналітиків, що володіли великим практичним досвідом, прагнули оцінити їх стійкість самі. Вони підраховували, скільки століть піде на випробування всіх ключів, або доводили, що практично неможливо пробитися через який-небудь елемент шифру. Керкхоффом вивчив це негативне явище і виніс про нього таке судження:
|  | Я вражений тим, що наші вчені та професори викладають і рекомендують для застосування у воєнний час, ключі до яких, безсумнівно, менш ніж за годину відкриє самий недосвідчений криптоаналітик. Таку надмірну довіру до деяких шифрів можна пояснити лише недоліком наукових досліджень в області шифрувальної справи після скасування „чорних кабінетів“... Можна також вважати, що численні твердження деяких авторів, а також відсутність серйозних робіт по мистецтву прочитання тайнопису, сприяли поширенню найбільш помилкових ідей про стійкості наших шифросистем. |

Також важливе місце в історії криптографії займають й інші положення, викладені Керкгоффсом в «Військової криптографії». У тому числі Керкгоффс проаналізував наявні шифри і модернізував дешифрування шифру Віженера. Слідом за Казиським він приводив тексти, зашифровані однією і тією ж гамою, до колонок знаків, відповідних простій заміні. Сам повтор гами шифрування він називав "перекриттям". Цей термін прийнятий і в сучасній криптографії. 
Для розкриття ключа Керкгоффс запропонував наступний метод. Нехай є шифротекст, отриманий у результаті застосування шифру Віженер: Нехай b1b2 ... bn, де кожен символ bi належить А, A — алфавіт тексту. Відомими раніше методами (наприклад, методом Казиського) визначається період гами (довжина ключа). Позначимо цей період через d. Шифротекст записується в колонках
b1b2 ...bd
bd+1bd+2 ...b2d
b2d+1b2d+2 ... b3d
..................
Очевидно, що в кожній колонці такого запису діє шифр простої заміни. Метод розтину простої заміни, оснований на частотах повтору літер у відкритому тексті, був відомий арабам ще в часи середньовіччя. Після розтину простої заміни в колонках визначається і сам ключ.

### Лінгвістика
Крім криптографії, Керхгоффс широко відомий в лінгвістиці. Крім того, що Керхгоффс знав безліч мов і викладав їх у школах і університетах, в 1885 році, слідом за німецьким католицьким священиком Іоганном Мартіном Шлейером, Керхгоффс брав активну участь у розробці та подальшому реформуванні штучного мови Волап'юк. У тому числі Керкгоффс був першим директором академії Волап'юка в світі, просував цю мову в багатьох інших країнах. З плином часу між Керкгоффсом і Шлейєром виникли тертя, пов'язані з небажанням Шлейєра, який вважав Волап'юк своїм дітищем і своєю власністю, визнати необхідність внесення змін, на чому наполягав Керкгоффс. Це спричинило розкол і відхід багатьох прихильників Волап'юка в альтернативні мовні проєкти, такі як ідіом неутраль і есперанто. В даний час Волап'юк знаходиться на межі зникнення, в світі налічується всього 20-30 носіїв цієї мови.

## Пам'ять
У Голландії функціонує інститут, названий на честь Керкгоффса (The Kerckhoffs Institute). Інститут був заснований у 2005 році і через рік відкрив двері для перших студентів. Інститут був створений при підтримці трьох провідних голландських університетів: Університету Ейндховена, Університету Твенте і Університету Неймегена. В інституті здійснюється підготовка магістрів у галузі комп'ютерної безпеки. Заняття проводяться на базі університетів-засновників. Кожен студент проходить за два роки навчання шість основних обов'язкових дисциплін (Мережева безпека, Криптографія, Безпека програмного забезпечення, Перевірка протоколів безпеки, Безпека організацій, а також Безпеку і конфіденційність в мобільних системах) і кілька елективних курсів на вибір.